# Spetisbury
Spetisbury – wieś i civil parish w Anglii, w Dorset, w dystrykcie (unitary authority) Dorset. W 2011 civil parish liczyła 555 mieszkańców. Spetisbury jest wspomniana w Domesday Book (1086) jako Spetsberie/Spehtesberie/Spestesberia.